# Gold (biały album Lombardu)
Gold – album kompilacyjny zespołu Lombard. Wydany w roku 1996 nakładem wydawnictwa Koch International.
W 2002 roku Koch International wydał reedycję albumu zmieniając jego okładkę.

## Lista utworów
1. „Szklana pogoda” (muz. Grzegorz Stróżniak, sł. Marek Dutkiewicz) – 3:28
2. „Nasz ostatni taniec” (muz. Grzegorz Stróżniak, sł. Leszek Pietrowiak) – 4:15
3. „Mam dość” (muz. Grzegorz Stróżniak, sł. Małgorzata Ostrowska) – 3:41
4. „Droga Pani z TV” (muz. i sł. Jacek Skubikowski) – 4:00
5. „Kryształowa” (muz. Grzegorz Stróżniak, sł. Jacek Skubikowski) – 3:18
6. „Gołębi puch” (muz. Grzegorz Stróżniak, sł. Małgorzata Ostrowska) – 3:50
7. „Stan gotowości” (muz. Grzegorz Stróżniak, sł. Jacek Skubikowski) – 4:20
8. „Adriatyk, ocean gorący” (muz. Grzegorz Stróżniak, sł. Małgorzata Ostrowska) – 6:39
9. „Kto mi zapłaci za łzy” (muz. Grzegorz Stróżniak, sł. Jacek Skubikowski) – 4:05
10. „Anka” (muz. Grzegorz Stróżniak, sł. Jacek Skubikowski) – 4:36
11. „Diamentowa kula” (muz. Grzegorz Stróżniak, sł. Marek Dutkiewicz) – 4:05
12. „Anatomia – ja płynę, płynę” (muz. Grzegorz Stróżniak, sł. Małgorzata Ostrowska) – 3:50
13. „Taniec pingwina na szkle” (muz. i sł. Jacek Skubikowski) – 4:32
14. „Znowu radio” (muz. Piotr Zander, sł. Małgorzata Ostrowska) – 3:57
15. „Przeżyj to sam” (muz. Grzegorz Stróżniak, sł. Andrzej Sobczak) – 7:10